# Подход базового индикатора
Подход базового индикатора (BIA; англ. Basic Indicator Approach) — упрощенный подход к оценке операционного риска в банках, предложенный в Базеле II для целей оценки достаточности капитала. В данном подходе в качестве количественного индикатора выступает средний валовой доход банка за последние три года. Величина риска рассчитывается как 15 % от базового индикатора.
Данный подход был внедрен в российскую банковскую практику с 1 августа 2010 года с выходом положения Банка России «О порядке определения размера операционного риска» (346-П), который регламентировал постепенный переход к учету операционного риска, рассчитанного на основе подхода базового индикатора при расчете достаточности капитала. Начиная с 1 августа 2012 года рассчитанная величина риска в полном объёме включается в расчет достаточности капитала банков (до этого включалось только 70 %, а до 1 августа 2011 года — 40 %).

## Расчет базового индикатора и операционного риска
В расчете базового индикатора (валового дохода) участвуют чистые процентные доходы и чистые непроцентные доходы, в которые входят чистые комиссионные доходы, чистые доходы от операций с ценными бумагами, с иностранной валютой, от участия в капитале других организаций, а также прочие операционные доходы, за исключением таких доходов как штрафы, пени, неустойки по прочим операциям, излишки денег и иных ценностей, страховые возмещения, доходы от безвозмездно полученного имущества, возмещение ущерба и т. д.
Формула расчета операционного риска имеет вид:
{\displaystyle OR=\alpha {\frac {\sum _{t=1}^{3}GI_{t}}{3}}}
где {\displaystyle GI_{t}} — значение валового дохода за год t.
{\displaystyle \alpha =15\%} — коэффициент, установленный базельским комитетом.
Если в каком то году валовой доход был отрицательным, то этот год не принимается во внимание при расчете (и в числителе, и в знаменателе).